# Eupelmus virgilii
Eupelmus virgilii är en stekelart som beskrevs av Girault 1922. Eupelmus virgilii ingår i släktet Eupelmus och familjen hoppglanssteklar. Inga underarter finns listade i Catalogue of Life.